# Abadía de Schönau
La abadía de Schönau (en alemán: Kloster Schönau)  fue una antigua abadía benedictina fundada en el siglo XII en Alemania, hoy en las afueras de la pequeña localidad de Strüth, en el estado de Renania-Palatinado. Ahora desafectada, pertenecía a la diócesis de Limburgo.
A menudo se la denomina abadía de Schönau de Nassau (porque fue fundada por la casa de Nassau y estaba ubicada en sus tierras) o abadía de Schönau en Taunus, para diferenciarla de la otra abadía de Schönau en Baden-Württemberg. Esta abadía de Schönau es más conocida como el convento de Santa Isabel de Schönau, la monja más conocida que vivió en él
Los primeros condes palatinos del Rin usaron la abadía como lugar de enterramiento, como Conrado I  (h. 1135-1195) y sus dos esposas, Enrique VI (1195/96-1214), Adolfo (1300-1327) y Roberto II (1325-1398).

## Historia

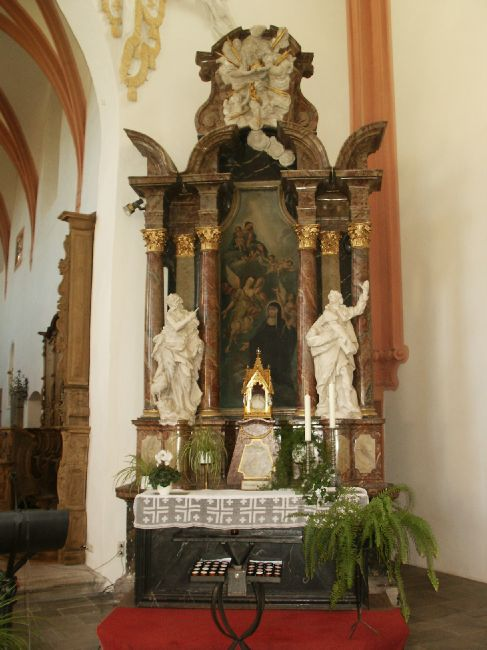
Altar de Santa Isabel de Schönau con el relicario que contiene su cráneo en la iglesia abacial de San Florín

Alrededor de 1117, Dudo, conde de Laurenburg y fundador de la casa de Nassau, fundó en su dominio de Lipporn un priorato benedictino dedicado y nombrado en honor a san Florián de Coblenza, y dependiente de la suiza abadía benedictina de Todos los Santos en Schaffhausen. Hacia 1126, su hijo, Ruperto I, conde de Laurenburg, el vogt de Lipporn, la estableció como una abadía separada e independiente. Los edificios románicos se construyeron entre 1126 y 1145, presumiblemente con una basílica de tres naves. La abadía incluía tanto un monasterio para monjes como un convento pequeño y separado de monjas junto al monasterio.
Hildelin, de noble cuna, fue el primer abad. El área era abrupta y sin cultivar, y la construcción avanzó lentamente. Hildelin pidió ayuda al obispo de Trèves y se la dio la cercana iglesia de Welterode.
Isabel de Schönau trabajó allí desde 1141 hasta su muerte en 1164, siendo enterrada en la iglesia abacial. Su hermano Eckberto de Schönau  (fallecido en 1184) ingresó en el monasterio de hombres en Schönau en 1155 o 1156.
La abadía de Schönau se había vuelto lo suficientemente fuerte económicamente como para que en 1340 la ciudad de Frankfurt am Main pudiera prometer apoyo a través de armas y carros. Entre 1420 y 1430 se añadieron en el lado norte de la nave un presbiterio gótico (todavía existente) y una capilla dedicada a Santa Isabel.
La abadía se hizo muy poderosa y pudo, en el siglo XIV, reclutar mercenarios y transportes para asegurar sus intereses.
Durante la Reforma protestante, las comunidades circundantes de Strüth, Welterod y Lipporn se convirtieron en protestantes entre 1541 y 1544, pero la abadía de Schönau siguió siendo católica. En 1606, el convento se disolvió porque solo unas pocas hermanas aún vivían en Schönau.
Durante la Guerra de los Treinta Años, en los años 1631-1635, la abadía fue ocupada por las tropas suecas y de Hesse. Los mercenarios suecos expulsaron a los monjes y monjas, saquearon el monasterio, profanaron la tumba de Santa Isabel y esparcieron sus huesos. Solo se pudo rescatar el cráneo, que ahora se guarda en un relicario en el lado derecho del altar de la iglesia.
Un gran incendio en 1723 destruyó la iglesia y la abadía , y hoy solo queda el coro gótico de los edificios originales. La abadía recibió su forma actual en la reconstrucción durante los años siguientes. La capilla de Isabel, construida entre 1423 y 1430 en el lado norte de la nave, sin embargo, no fue reconstruida.

## Historia reciente
En el curso de la secularización de 1802-1803 impuesta por el Primer cónsul Bonaparte en las provincias alemanas sometidas a Francia, la comunidad de monjes se disolvió y el monasterio pasó a ser propiedad del ducado de Nassau. Algunos de los edificios se vendieron a particulares. Las parroquias anteriormente afiliadas a la abadía de Schönau pasaron a formar parte del Vicariato General de Limburg an der Lahn, que luego se convertiría en la diócesis de Limburgo en 1827.
En 1904, una orden monástica católica, las Hermanas Dernbacher (oficialmente, Ancillae Domini Jesu Christi, las Siervas Pobres de Jesucristo) se mudaron al monasterio. De 1947 a 1975, también vivieron allí premonstratenses desplazados de la abadía de Teplá en Checoslovaquia. Las últimas hermanas Dernbacher abandonaron el monasterio en 1986.
Desde entonces, los edificios han sido utilizados por la parroquia católica local de San Florin. En 1994, la parroquia estableció la Schönauer Book Corner como una biblioteca pública. Tres años más tarde, los antiguos edificios de trabajo se convirtieron en "One World House, Schönau Abbey", un lugar de aprendizaje y encuentro para grupos. También en las habitaciones de One World House, se abrieron en 2001 un centro de formación en informática y un cibercafé.

Vistas exteriores
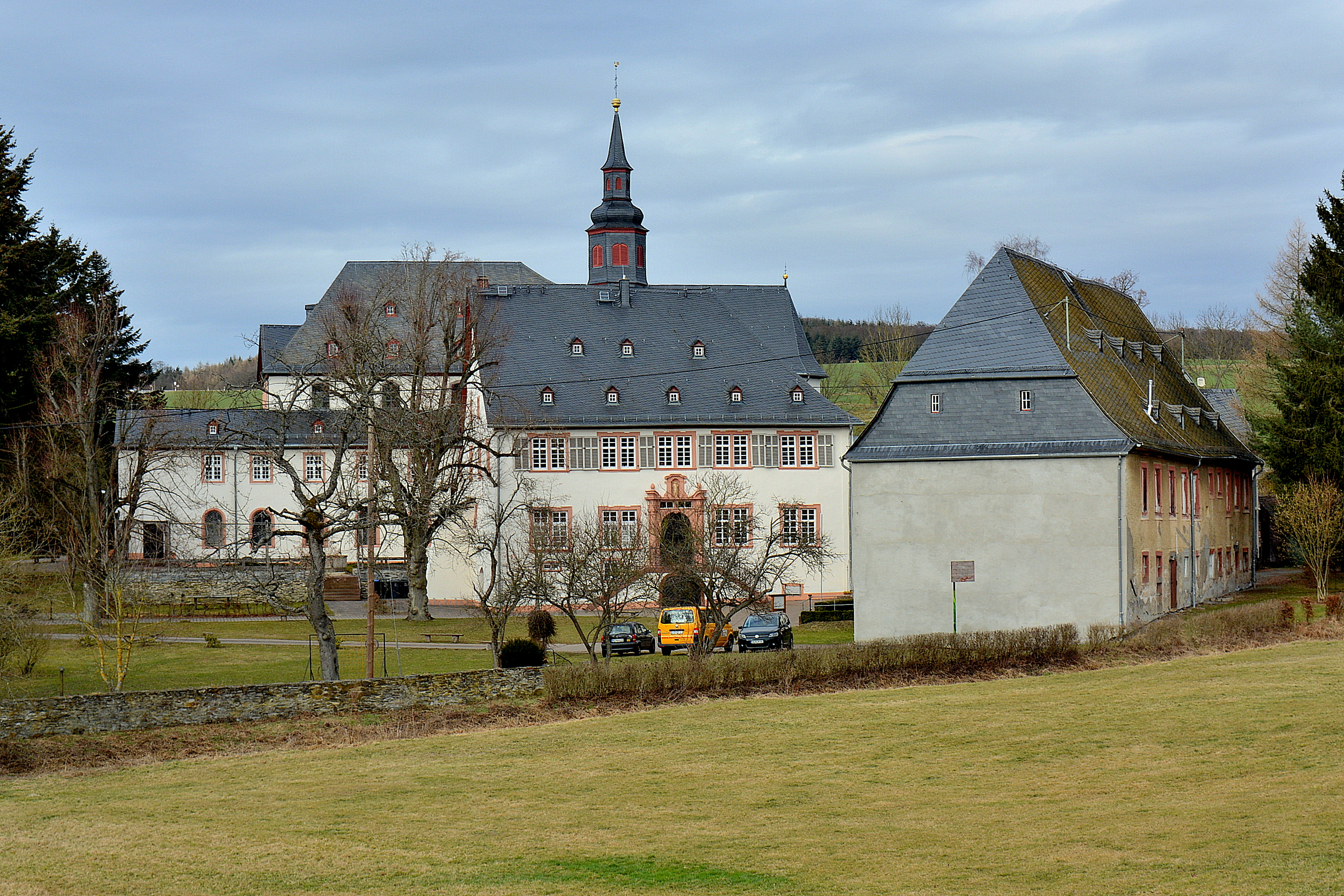
Vista del conjunto
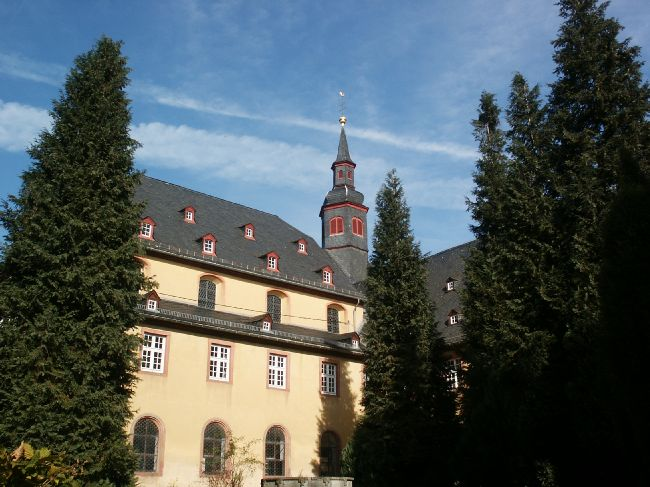
Iglesia de San Florin, abadía de Schönau
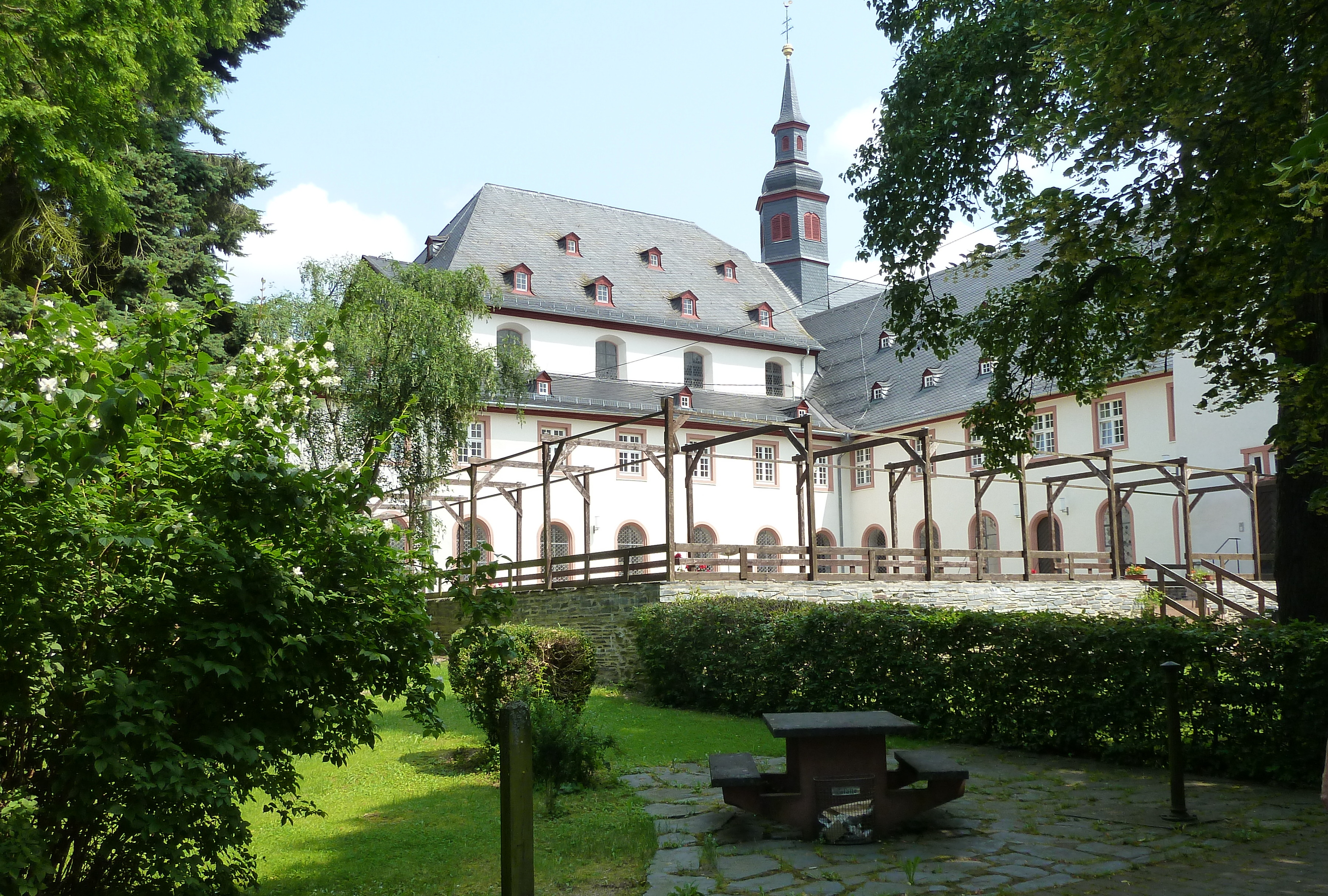
Vista exterior
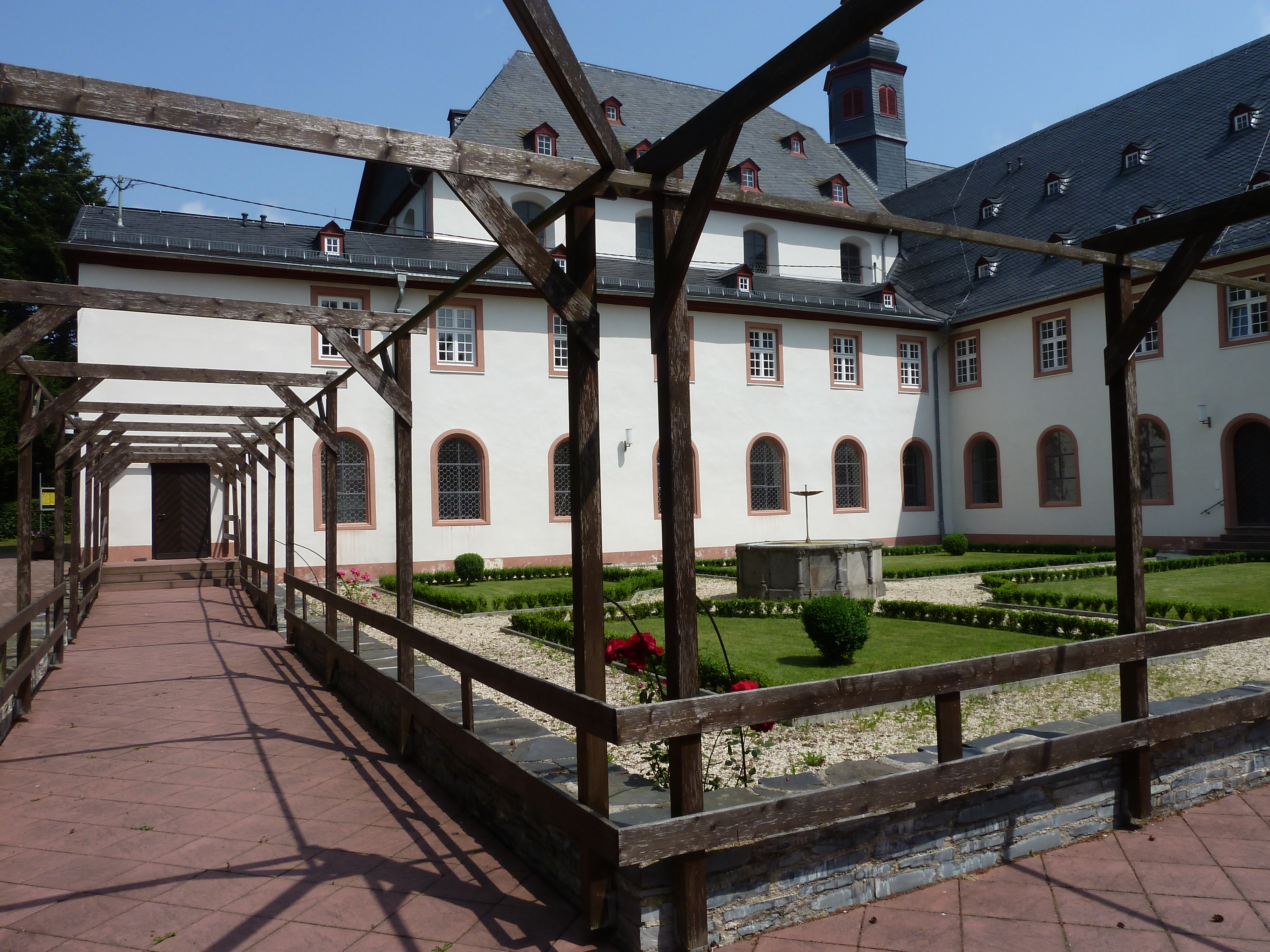
Claustro
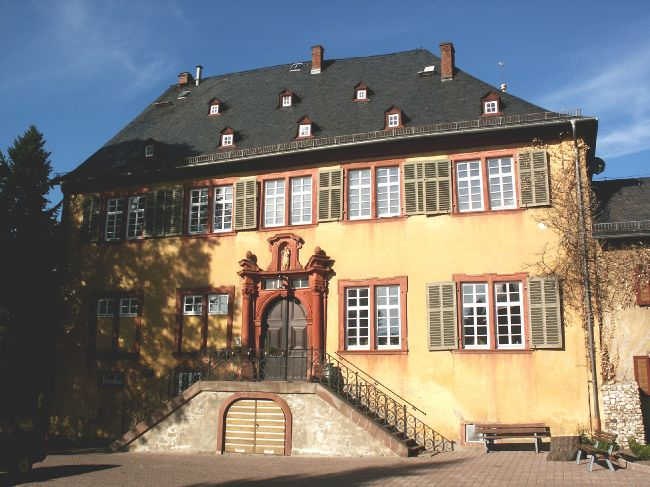
Casa rectoral de la abadía

Vistas del interior de la iglesia de San Florián
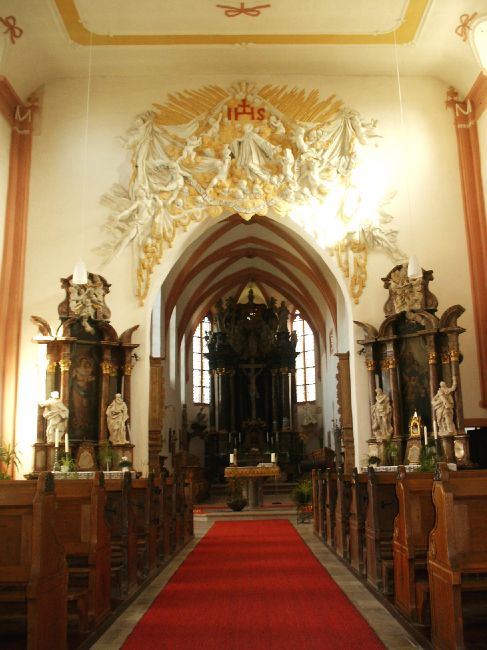
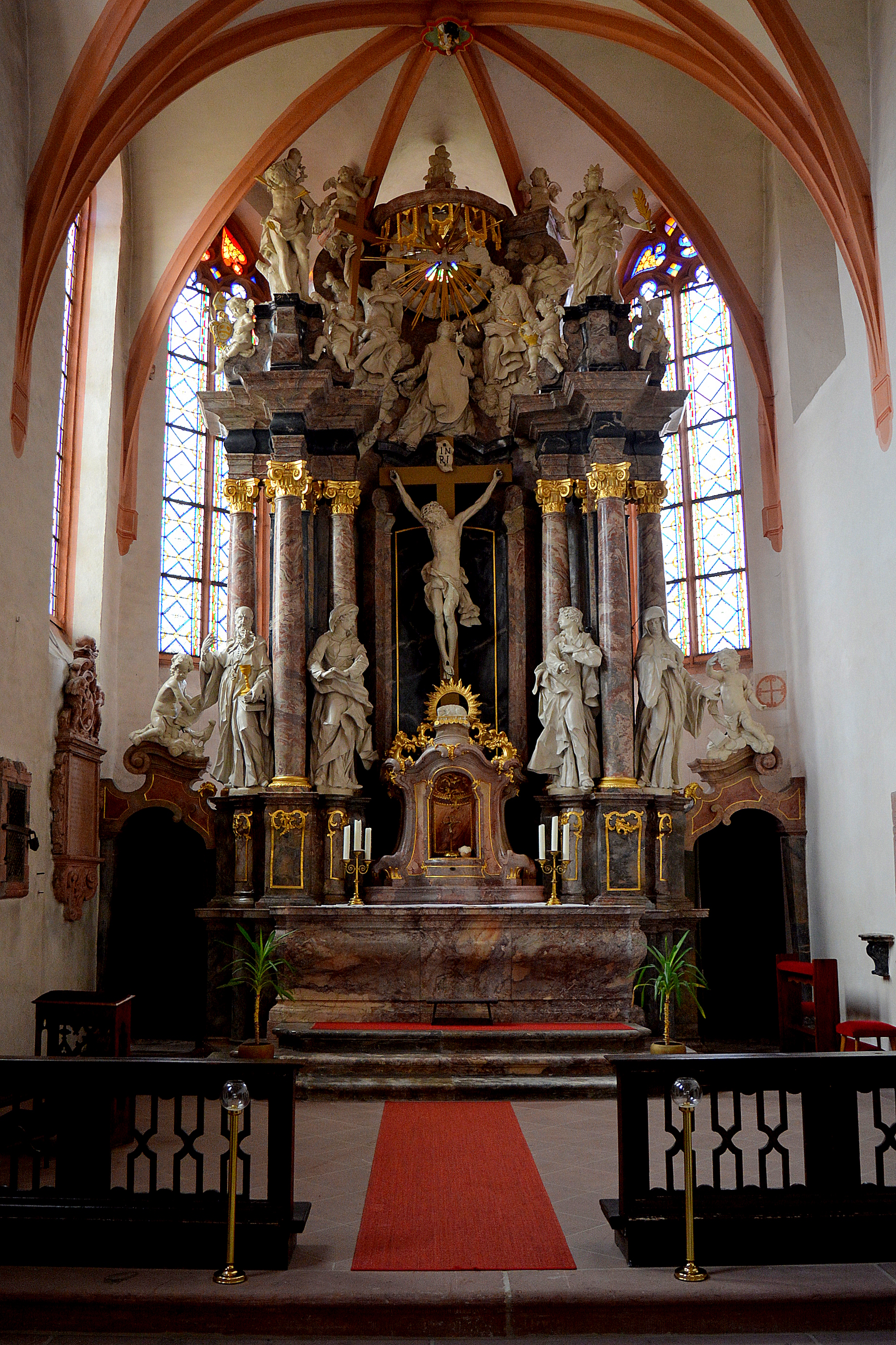
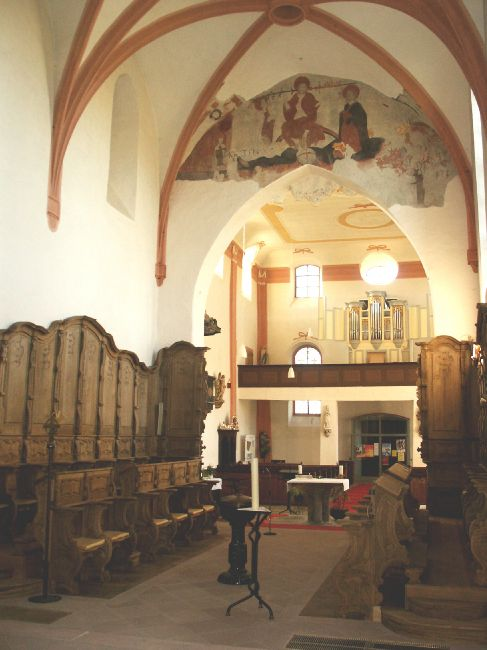
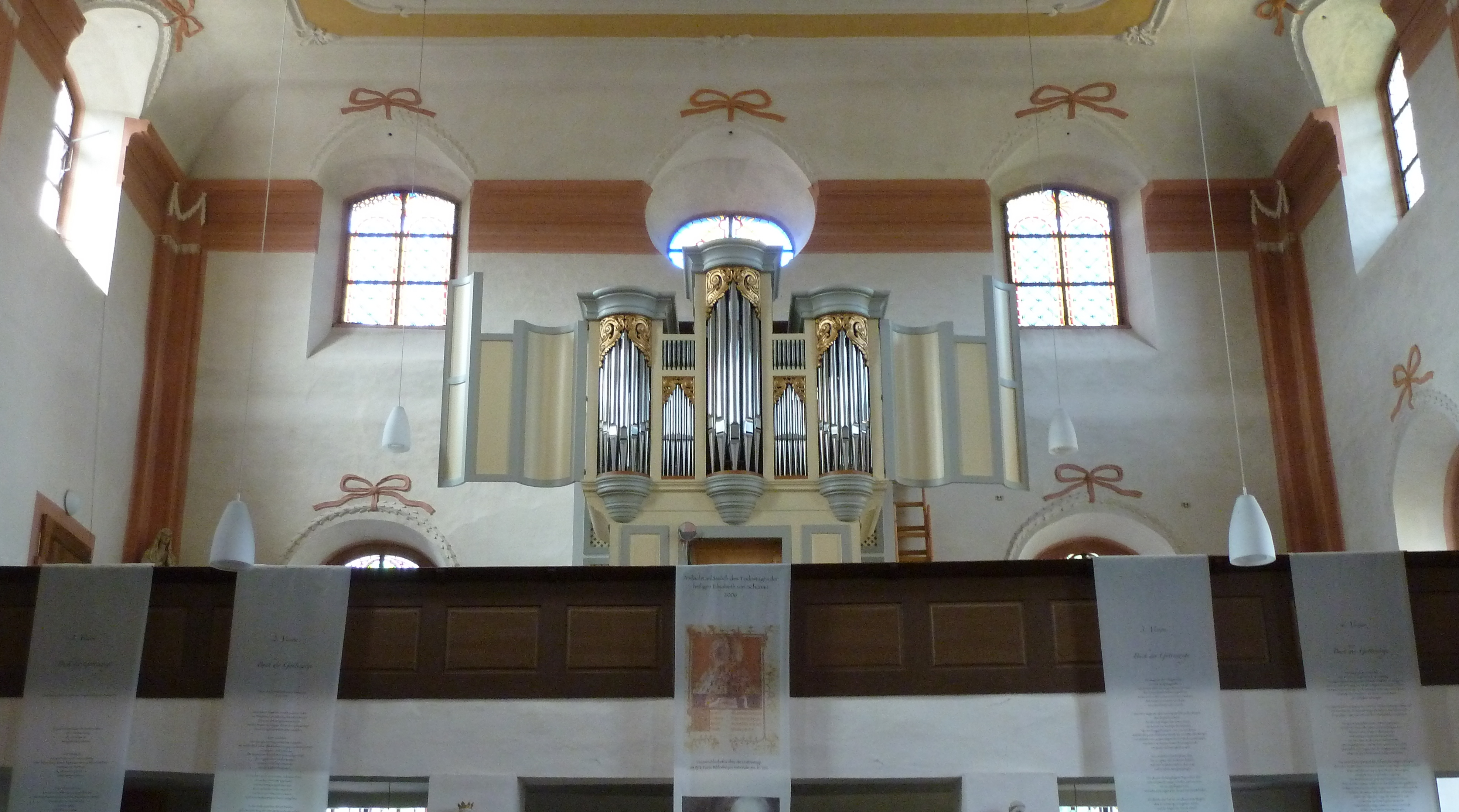